# Messerschmitt KR 175

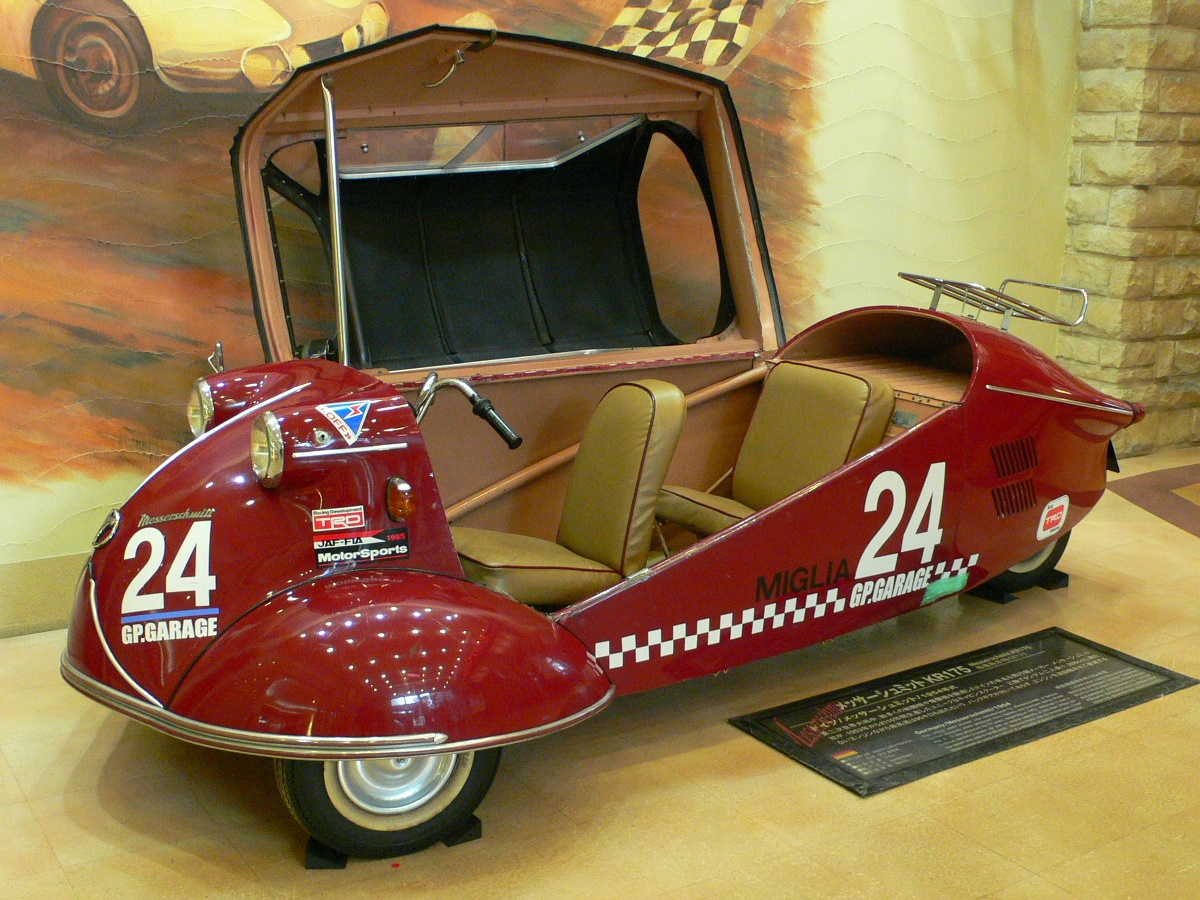
Messerschmitt KR 175

Messerschmitt KR 175 var en tysk trehjulig mikrobil, som tillverkades av Messerschmitt-Werk i Regensburg, mellan 1953 och 1955. Den var resultatet av ett samarbete mellan Fritz Fend och Willy Messerschmitt. Fend hade tidigare konstruerat olika Fend Flitzer, som var ensitsiga trehjulingar med mc-motor. 
KR 175 var tvåsitsig, hade en plexiglashuv med plan framruta av glas. Huven gav anledning till tillmälen som Ostkupa och Snövits Kista. Kraftkälla var en 175 cc fläktkyld tvåtaktsmotor från Sachs, på 9 hk. De tidiga modellerna hade en automatkoppling, men denna övergavs till förmån för en fotmanövrerad koppling av biltyp på de senare vagnarna. Gasreglaget på styret var av mc-typ och manövrerades med vänster hand. Detta eftersom växelspaken satt till höger. (Ric-raclåda av mc-typ.) Fjädringen fram och bak skedde med gummiband, bromsarna var mekaniska och ljuddämparen av mc-typ. Tomvikten var 210 kg och uppgiven toppfart 90 km/h.
Försäljningen gick bra, priset var i början 2 100 DM, men höjdes sedan till 2 470 DM. Efter två år hade man producerat 10 666 stycken KR 175. Den ersattes då av Messerschmitt KR 200, som var förbättrad på många punkter. Större, starkare, snabbare och med en mera genomtänkt konstruktion.